# Marița (eroina de la Smârdan)

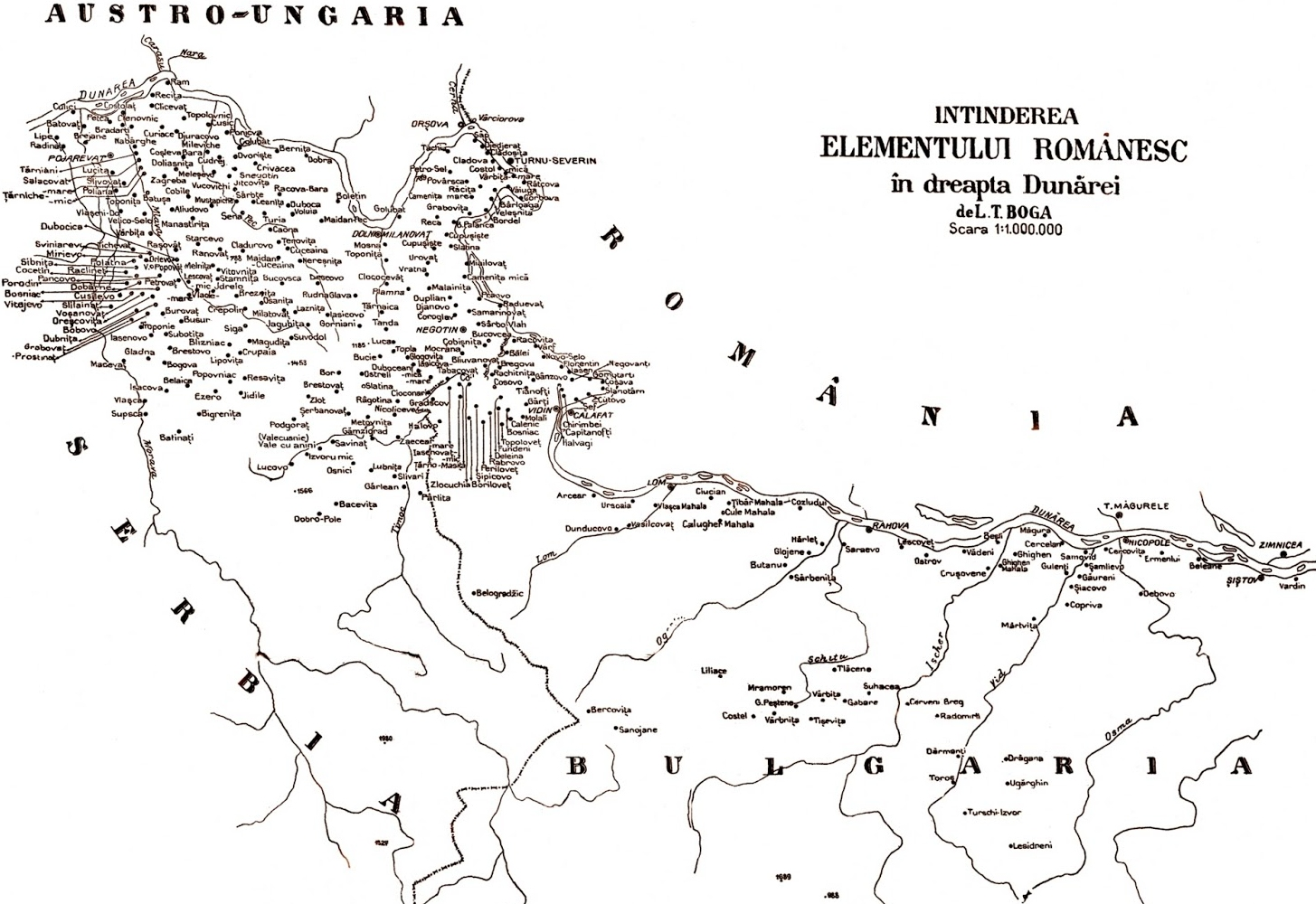
Românii din Serbia și Bulgaria (1910)

Marița a fost o fată româncă în vârstă de 15 ani din zona Timocului, împușcată de soldații Imperiului Otoman la 9 ianuarie 1878, în timp ce ducea apă militarilor români din zona Smârdanului (astăzi Inovo).

## Context
Marița s-a aflat, alături de alți voluntari români din jurul Smârdanului, printre cei care au oferit ajutor Armatei Române în Războiul de Independență de la 1877. Ea a făcut parte dintr-un grup de 37 de tinere fete care au oferit sprijin activităților Serviciului Sanitar, aducând, de asemenea, apă și hrană soldaților din tranșee.
A fost prima dintre cele cinci fete voluntare căzute victime, la Smârdan.

## In memoriam
Un monument ronde-bosse din bronz supranumit „Marița”, în cinstea fetei împușcate mortal, a fost inaugurat la Smârdan în 1905 de către aromâni, în apropierea Cimitirului militarilor români. Acesta reprezenta o femeie care ținea în mâna dreaptă o coroană, iar în cea stângă un ulcior cu apă pentru cei cărora le era sete și privea spre est (spre liniile inamice). Monumentul a fost distrus prin dinamitare de bulgari, în 1917. Ulterior, autoritățile bulgare nu și-au mai dat acordul pentru reconstruirea acestuia.
În urma unei inițiative private a românilor din Timoc, a fost dezvelit în anul 2001 pe malul Dunării într-un parc din orașul Calafat, un monument creat de un artist vasluian în ronde-bosse din piatră, în care Marița poartă un costum tradițional. În mâna stângă fetița ține o găleată, iar în mâna dreaptă, o coroană (în anul 2008, statuia avea brațul drept rupt). Montat pe un postament dintr-o singură treaptă, soclul de formă dreptunghiulară are în zona frontală un basorelief, în care este redată o scenă de luptă din Războiul de Independență. Pe latura dreaptă este fixată o placă din marmură albă cu inscripția:
„„In memoriam Marița fetița vlahă împușcată de turci la Smârdan în timp ce ducea apă soldaților români 1877.””